# Visirsolfågel
Visirsolfågel (Anthreptes reichenowi) är en fågel i familjen solfåglar inom ordningen tättingar.

## Utseende och läte
Visirsolfågel är en liten och kortnäbbad solfågel med drag av sångare. Hanen har tydlig blå haklapp. Honan är mer anspråkslöst tecknad, men känss igen på ett kort och ljust ögonbrynsstreck, grönaktig rygg och genomgående storlek och form. Tydligaste lätet består av ett snabbt upprepat "tchew".

## Utbredning och systematik
Visirsolfågel delas in i två underarter med följande utbredning:
- Anthreptes reichenowi yokanae – förekommer i kustnära skogar i låglandet i sydöstra Kenya och nordöstra Tanzania
- Anthreptes reichenowi reichenowi – förekommer lokalt i östra Zimbabwe, södra Moçambique och nordöstra Sydafrika

## Levnadsätt
Visirsolfågel hittas i låglänta skogar, mestadels kustnära. Den påträffas ofta i skogens undervegetation där den är mer anspråkslös än en typisk solfågel.

## Status
Arten tros ha ett relativt litet bestånd och verkar minska i antal till följd av skogsavverkningar. Internationella naturvårdsunionen IUCN listar den som nära hotad (LC).

## Namn
Fågelns vetenskapliga artnamn hedrar den tyske ornitologen Anton Reichenow (1847-1941). Tidigare kallades den ’’reichenowsolfågel’’ även på svenska, men tilldelades 2024 ett mer informativt namn av BirdLife Sveriges taxonomikommitté.